# Valérie Guerlain
Pour les articles homonymes, voir Guerlain (homonymie).
 (avril 2023).
Valérie Guerlain est une comédienne française.
Ancienne élève du Cours Simon, elle travaille dans la publicité et à la télévision. Elle est notamment la voix off de l'émission C'est pas sorcier (« la p'tite voix »), diffusée sur France 3 de 1993 à 2014, ainsi que la voix off de Disney Channel de 1997 à 2004. 

## Biographie
De 1994 à 2014, elle est « la p'tite voix », la voix off de l'émission de télévision éducative C'est pas sorcier diffusée sur France 3. Elle interprète à nouveau ce rôle depuis septembre 2015 dans une web-série reprenant le concept d'origine : L'Esprit sorcier.
En 1997, elle est l'une des voix off du tirage du Loto.
Parallèlement, de 1997 à 2004, elle est la voix off de Disney Channel.
De 2004 à 2010, elle est la voix off de l'émission La Maison France 5, émission centrée sur les tendances et la décoration de l'habitation, présentée par Stéphane Thebaut sur France 5.
Elle travaille aussi pour la radio, le cinéma ou encore le doublage de dessins animés.
En 2003, elle ouvre son école de théâtre pour adolescents « ATO » où elle est metteuse en scène et Professeur de théâtre. « Training coach », Valérie Guerlain propose également aux Personnels d'entreprises et aux particuliers des cours pour savoir comment placer sa voix, prendre parole en public et gagner de la confiance en soi.
Elle sert parfois également de « petite voix » (dans le sens où elle parle en voix off de la même façon) dans les traductions françaises des émissions Xenius sur Arte.

## Publications
- Valérie Guerlain, Petit manuel à l'usage de ceux pour qui l'oral est un cauchemar, 2019, 160 p. (ISBN 978-2-253-18836-0, présentation en ligne).